# كلنه
كلنه وهي إحدى المدن التي ذكرت في التوراة في سفر التكوين والتي بناها نمرود , موقعها غير معروف حتى الآن , لكن ذكرت بأنها تقع ضمن سهل شنعار الذي يقع جنوب العراق حاليا في بلاد بابل .